# Rachael Taylor
Rachael May Taylor (Launceston, 11 luglio 1984) è un'attrice ed ex modella australiana.

## Biografia
Nata a Launceston, in Tasmania, Rachael Taylor ha cominciato a sfilare per una agenzia locale nel 2000. Dopo alcuni successi in alcuni concorsi di bellezza, la sua agente la convinse a proseguire gli studi a Sydney.
Nel 2004 cominciò la sua carriera di attrice in alcuni film per la TV statunitense. Nel 2005 venne scelta per essere la protagonista di HeadLand, una serie TV australiana. La serie non ebbe grande seguito (fu cancellata dopo due mesi di messa in onda), ma le diede notorietà, tanto che ricevette una nomination ai premi Logie come miglior talento emergente femminile. Nel 2005 è coprotagonista del film uscito per il mercato home video Man-Thing - La natura del terrore, pellicola a basso costo basata sull'eroe dei fumetti Marvel.
Nel 2006 ha interpretato Zoe in Il collezionista di occhi, mentre nel 2007 ha recitato in Transformers. Nel 2008 recita nei film Bottle Shock e Ombre del passato. Nella settima stagione di Grey's Anatomy (2010-2011) appare come personaggio ricorrente, interpretando la ginecologa Lucy Fields dall'episodio 7x13. Dal 2015 al 2019 è stata coprotagonista nella serie televisiva Jessica Jones prodotta da Netflix.

## Filmografia

### Cinema
- Man-Thing - La natura del terrore (Man-Thing), regia di Brett Leonard (2005)
- Il collezionista di occhi (See No Evil), regia di Gregory Dark (2006)
- Transformers , regia di Michael Bay (2007)
- Bottle Shock, regia di Randall Miller (2008)
- Sex List - Omicidio a tre (Deception), regia di Marcel Langenegger (2008)
- Ombre dal passato (Shutter), regia di Masayuki Ochiai (2008)
- Cedar Boys, regia di Serhat Caradee (2009)
- Splinterheads, regia di Brant Sersen (2009)
- Providence Park, regia di Daniel Krige (2010) - Corto
- Summer Coda, regia di Richard Gray (2010)
- Ghost Machine, regia di Chris Hartwill (2010)
- Red Dog, regia di Kriv Stenders (2010)
- L'ora nera (The Darkest Hour), regia di Chris Gorak (2011)
- The Loft, regia di Erik Van Looy (2014)
- Gold - La grande truffa (Gold), regia di Stephen Gaghan (2016)
- ARQ, regia di Tony Elliott (2016)
- Ladies in Black, regia di Bruce Beresford (2018)
- C'era una volta Steve McQueen (Finding Steve McQueen), regia di Mark Steven Johnson (2019)

### Televisione
- Il mistero di Natalie Wood (The Mystery of Natalie Wood), regia di Peter Bogdanovich – miniserie TV[1] (2004)
- Dynasty: The Making of a Guilty Pleasure, regia di Matthew Miller – film TV (2005)
- Le sorelle McLeod (McLeod's Daughters) – serie TV, episodio 5x08 (2005)
- Hercules, regia di Roger Young – miniserie TV (2005)
- HeadLand – serie TV, 58 episodi (2005-2006)
- Washingtonienne – serie TV, 1 episodio (2009)
- Grey's Anatomy – serie TV, 8 episodi (2011)
- Charlie's Angels – serie TV, 8 episodi (2011)
- 666 Park Avenue – serie TV, 13 episodi (2012)
- Crisis – serie TV, 13 episodi (2014)
- Jessica Jones – serie TV, 39 episodi (2015-2019)
- Luke Cage – serie TV, episodio 1x06 (2016)
- The Defenders – miniserie TV (2017)

## Doppiatrici italiane
Nelle versioni in italiano delle opere in cui ha recitato, Rachael Taylor è stata doppiata da:
- Domitilla D'Amico in 666 Park Evenue, Il collezionista di occhi, Bottle Shock, Gold - La grande truffa
- Sabrina Duranti in Ombre dal passato, Man Thing - La natura del terrore
- Federica De Bortoli in Transformers, Sex List - Omicidio a Tre
- Myriam Catania ne L'ora nera, The Loft
- Monica Ward in Jessica Jones, The Defenders
- Valentina Favazza in ARQ, Ladies in Black
- Francesca Fiorentini in Crisis
- Debora Magnaghi ne Le sorelle McLeod
- Eleonora De Angelis in Charlie's Angels
- Claudia Catani in Grey's Anatomy